# Площадь Крестовниковых
Площадь Крестовниковых — площадь на юге Москвы в районе Бирюлёво Восточное Южного административного округа на пересечении Ягодной улицы с Загорьевским проездом.

## Название
Площадь получила название в июне 2021 года в память о купеческой династии Крестовниковых, владевшей усадьбой в деревне Загорье, вошедшей в 1960 году в черту Москвы. Семейство Крестовниковых сделало многое для развития Загорья — были вырыты колодцы, благоустроены пруды, в которых затем разводили рыбу, разбиты регулярный и ландшафтные парки, высажена сирень редких сортов и различные виды деревьев. От Загорья до Царицына было построено шоссе, названное в их честь Крестовниковским, которое проходило по современным 3-й Радиальной и Липецкой улицам, а также по территории Бирюлевского дендрария.
Вплоть до возведения жилых массивов на месте Бирюлёва и Загорья к усадьбе вело Крестовниковское шоссе.

## Описание
Площадь имеет треугольную форму, вытянутую с запада на восток; она ограничена с запада Ягодной улицей, а с юго-востока — Загорьевским проездом.